# Friedrich Wilhelm von Kawaczynski

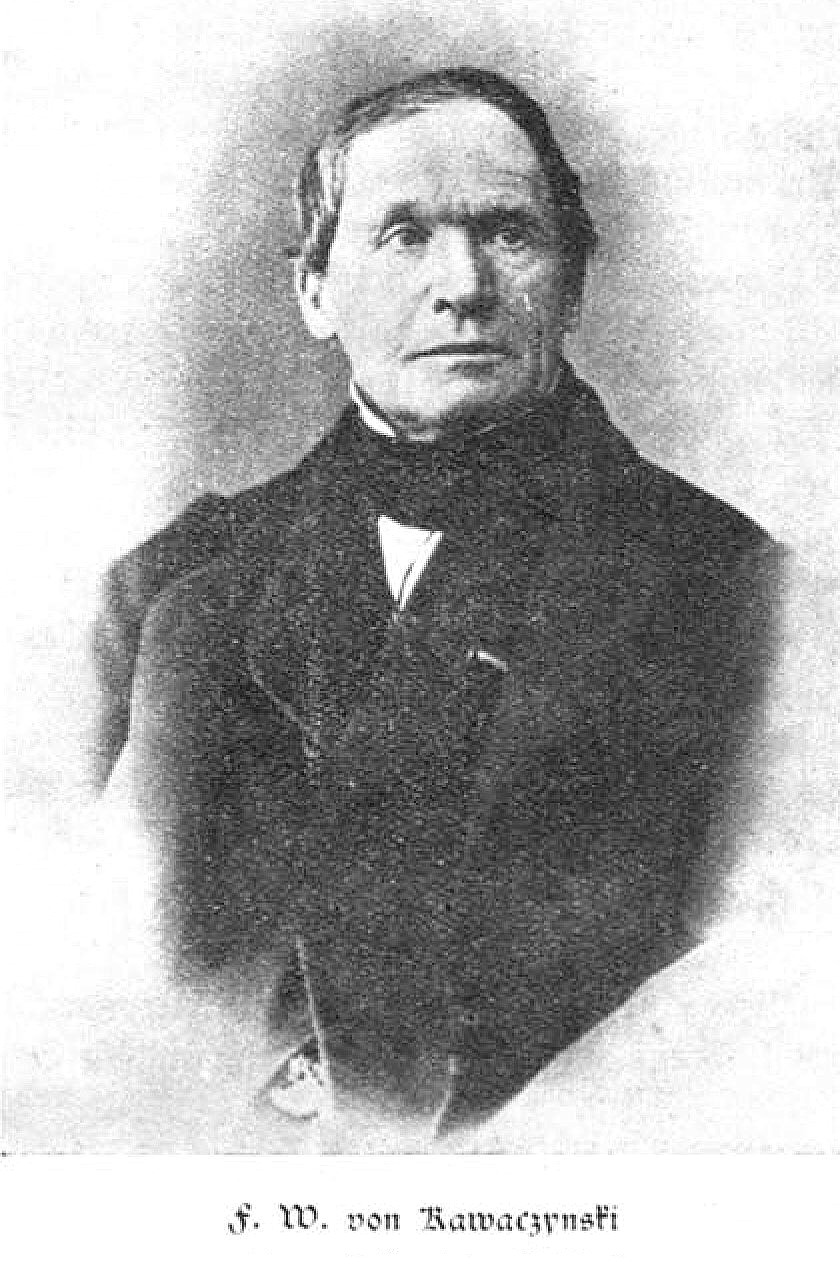
Friedrich Wilhelm von Kawaczynski, um 1860

Friedrich Wilhelm von Kawaczynski (4. Mai 1806 in Warschau, Russisches Kaiserreich – 30. November 1876 in Coburg, Deutsches Reich) war ein deutscher Sänger (Tenor), Theaterschauspieler, Bibliothekar und Schriftsteller.

## Leben
Kawaczynski kam mit seiner Mutter nach Dresden, besuchte dort später ein Gymnasium – wohl die Kreuzschule –, um sich auf das von ihr gewünschte Studium in evangelischer Theologie vorzubereiten. Er folgte jedoch 1827 seiner Neigung, zur Opern-Bühne entsprechend seiner vortrefflichen Tenorstimme zu gehen sowie nach vorangegangener professioneller Ausbildung bei einem Gesangslehrer ab 1824. Er wurde Tenor-Sänger in Dresden und Bremen und ging dann wegen Veränderung seiner Singstimme als Charakterdarsteller zum Schauspiel über. Mit der Schäfferschen Gesellschaft, einer wandernden Theatergruppe, bereiste er die größeren Städte Frankens und Thüringens. Im Herbst 1834 trat er am Hoftheater Coburg sowie der späteren Winterspielstätte des Herzogtums in Gotha ins Engagement. Dort übernahm er Väter- und Charakterrollen. Für die Kinderrollen wurden Friedrich (Fritz) und Ernst Kawaczinski (auch v. Kawaczynski) eingesetzt. Am 11. November 1859 beging F. W. Kawaczynski sein 25-jähriges Bühnenjubiläum unter Teilnahme des damaligen Hofkapell- und Theaterintendanten Maximilian von Wangenheim und des Herzogs Ernst von Württemberg, der ihm ein Ehrengeschenk überreichte. Mit der goldenen Verdienstmedaille des Herzoglich Sachsen-Ernestinischen Hausordens wurde Kawaczynski schon früher ausgezeichnet. Auf einer Feier 1867 zum Gedenken an den im Vorjahr verstorbenen Dichter Friedrich Rückert hielt „Herr v. Kawaczynski“, eine Ansprache auf dem Friedhof in Neuses und legte einen Kranz namens des örtlichen Künstlervereins „Stiftshütte“ am Grab nieder. Der Coburger Hofopernsänger Albert Eilers trug auf dieser Gedenkveranstaltung das vom Komponisten August Walter vertonte Gedicht Rückerts „Die Himmelsträne“ vor. 1844 wurde v. Kawaczynski Regisseur, 1848 Oberregisseur, 1868 technischer Direktor, 1870 herzoglicher Rat und 1873 pensioniert. Er bekleidete hierauf die Stelle eines Bibliothekars an der Hofbibliothek und starb 1876 in Coburg.
Kawaczynski war auch schriftstellerisch und dichterisch tätig, schrieb mehrere dramaturgische sowie theaterhistorische Artikel und war Mitarbeiter einiger Theaterzeitungen und Almanache. Im Buchhandel erschien ein Bändchen Gedichte. Im von Ludwig Bechstein 1844 herausgegebenen Deutsches Dichterbuch wurde das sieben Strophen umfassende Gedicht Schaumgebilde mit dem vollen Namen des Autors Friedrich Wilhelm von Kawaczynski in zuletzt üblicher orthografischer Schreibweise abgedruckt. Der Dichter schlussfolgerte in den letzten Versen:
Was bleibt uns von den Zauberbildern,
Die wir im Lebenslenz ersehnen?
Den Schaumgebilden gleich – nur Tropfen;
Und diese Tropfen? – bitt're Tränen!
Für sein Leben hatte Kawaczynski einen Wahlspruch und ihn in den 1830er Jahren nach einer „Errettung aus Gefahr“ in Gedichtform veröffentlicht:
Auf Gott vertraut mit festem Mut
Im Leben wie im Tode,
Das sei der Wahlspruch ….
Und – wenn auch Freund und Bruder schied
Aus unserm trauten Kreise;
Ob alles auch verschlang die Flut,
auf Gott vertraut mit festem Mut!
Anlässlich des Coburger Sängertages am 21. Juli 1860 mit 600 Sänger aus Franken verfasste Kawaczynski einen „Sängergruß“, den der ehemalige Dresdner Kruzianer und spätere Kreuzkantor sowie Komponist Ernst Julius Otto vertonte. Vorgetragen wurde dieser Gruß vom örtlichen „Sängerkranz“, in dem der Hofschauspieler Ehrenmitglied war. Die Fest-Ansprache an die Teilnehmenden hielt Ehrenmitglied Kawaczynski.
Unter Nutzung der Melodie von Julius Otto’s komponierten Gesellenfahrten schuf Kawaczynski 1874 den Text für ein Festspiel mit dem Titel „Das Jubiläum“ anlässlich des 50. Bestehens des Kunst- und Gewerbe-Vereins Coburg, dessen Ehrenmitglied der Autor war.
In einer Monographie über die Veste Coburg schilderte er den sechsmonatigen Aufenthalt des Reformators Martin Luther von April bis Oktober 1530 und mit wem der Reformator dort die „die Sache der evangelischen Christenheit“ besprach.
Seine Stellung am Hoftheater brachte es mit sich, einen regen Schriftverkehr zu führen. So schrieb er aus Gotha dem Meininger Intendanten Hans Carl Polycarp Sillich am 17. Januar 1856. Der Regisseur beurteilte brieflich den jungen Theatermaler Max Brückner (1836–1919): „Der junge Mann ist schon ziemlich eingeschult, auch als Maler ganz tüchtig und selbstständig“.
Als Sammler von Autographen wurde Kawaczynski 1856 in das Verzeichnis eines einschlägigen Handbuchs mit der Angabe seines Berufs Hofschauspieler namentlich aufgeführt.
Verheiratet war er mit Henriette Louise von Kawaczynski, geborene von Pieglowski, verwitwete Schäffer. Kawaczynski heiratete die Schauspielerin nach dem Tod ihres 1831 verstorbenen Ehemanns Franz Schäffer.

## Auszeichnung
- 1858 Goldenes Verdienstzeichen[17] des Herzoglichen Sachsen-Ernestinischen Hausordens[18]

## Herkunft und Ableben
Er kam aus einer polnischen Adels-Familie mit dem Stammsitz in Łowicz, einem Ort, der rund 80 km südwestlich von Warschau liegt.
Kawaczynski’s Vater war Hauptmann in preußischen Diensten. Er nahm an der Schlacht bei Preußisch Eylau im Februar 1807 teil. Dort fiel er im Krieg. Der Halbwaise zog mit seiner wiederverheirateten Mutter nach Dresden, als er im vierten Lebensjahr war.
Nach seinem Tod im 71. Lebensjahr wurde vom Standesamt Coburg sowohl der vollständige Vor- und Zuname in der zuletzt üblichen Schreibweise Friedrich Wilhelm von Kawaczynski ins Sterberegister aufgenommen als auch sein Adelstitel von und die 1870 erfolgte Anrede Herzoglicher Rat.
Der Familienname Kawaczynski hat seinen Ursprung im polnischen Wort „kawka“, was der Name für den Vogel „Dohle“ auf Deutsch ist.

## Werke (Auswahl)
- Vermischte Dichtungen, 1835.
- Die Veste Coburg.
- Das Luftschiff. Es trug den Untertitel: „Melodramatisches Tongemälde mit Deklamation, Sologesang und Chören.“

Das „Tongemälde“ beinhaltete die „Parallele einer Luftschifffahrt mit dem Leben“. Es war eine Gemeinschaftsproduktion zusammen mit dem Konzertmeister der Gotha-Coburg'schen Hofkapelle Andreas Späth (1790–1876).
Der aus Eisenach gebürtige Porträt-Bildhauer und Hofmedailleur Max von Kawaczinski (1860–1912) sowie der aus Magdeburg gebürtige Kunsthistoriker und -sammler Georg Voß, (1853–1932), beide in Berlin tätig, überließen dem Schriftsteller Otto Weddingen eine Reihe von Illustrationen für den Beitrag über Kawaczinski im 1904 veröffentlichten Buch zur Geschichte der Theater Deutschlands.